# Ischnoplax incurvata
Ischnoplax incurvata is een keverslakkensoort uit de familie van de Callistoplacidae. De wetenschappelijke naam van de soort is voor het eerst geldig gepubliceerd in 1953 door Leloup.